# Jaagsiekte-Schaf-Retrovirus
Das Jaagsiekte Schaf-Retrovirus (JSRV) ist ein Retrovirus der Schafe und führt nach Infektion zu einer ansteckenden Krebserkrankung, der Lungenadenomatose der Schafe, einem broncho-alveolären Adenokarzinom. Das Virus ist bei Schafen und Ziegen weit verbreitet (insbesondere Südafrika und Großbritannien).
JSRV wurde 1983 zum ersten Mal beschrieben. Die vollständige Nukleotidsequenz eines Virusisolats wurde erstmals 1992 veröffentlicht. Mittlerweile gilt als bewiesen, dass JSRV die Ursache der Lungenadenomatose der Schafe ist.
Das besondere an JSRV ist seine Fähigkeit, alleine durch ein JSRV-Hüllprotein (Env), das als Onkoprotein wirkt, im infizierten Organismus zu einer Krebserkrankung zu führen. Wie die Hüllproteine die Steuerung der Zellteilung und damit die Transformation der Zielzelle auslösen und die unkontrollierten Zellteilungen in Gang setzen, ist noch nicht exakt bekannt. Entweder lagert sich das Hüllprotein an einen Rezeptor der Zellmembran an, was zu einer Aktivierung weiterer Informationswege im Zellinneren führt, oder aber es kommt zu einer Beeinflussung steuernder Gene im Zellinneren direkt durch das Protein.
Zielzellen dieses Virus sind Typ II Pneumozyten. Ein noch unbekanntes Lentivirus könnte bei der Infektion durch JSRV eine zusätzliche Rolle spielen.
Das als erstes geklonte Schaf Dolly musste nach einer JSRV-Infektion und folgender Erkrankung eingeschläfert werden.
Die Inkubationszeit ist sehr lang und kann Monate bis mehrere Jahre betragen. Eine kausale Therapie ist nicht bekannt.

## Wortherkunft
Einer der ersten Berichte der Krankheit stammt von 1825 aus der Kapkolonie im heutigen Südafrika, als ein Farmer die Symptome in einem Brief an das zuständige Magistrat beschrieb. Da die beschleunigte Atmung an ein gehetztes Tier erinnerte, bezeichnete er es als niederländisch Jaagziekte ‚Jagdkrankheit, Jagdseuche‘, die Schreibweise wurde später in afrikaans Jaagsiekte geändert.